# Дитш, Пьер Луи
Пьер Луи Дитш (или Дич, фр. Pierre-Louis-Philippe Dietsch; 17 марта 1808, Дижон — 20 февраля 1865, Париж) — французский композитор и дирижёр.
Сын немца и француженки; отец Дитша, мастер-чулочник, был выходцем из саксонского города Апольда. В детские годы Дитш пел в хоре мальчиков Дижонского собора. Был замечен А. Э. Шороном и по его рекомендации отправился для продолжения музыкального образования в Париж, с 1822 г. учился у Шорона в Институте церковной музыки. Затем окончил Парижскую консерваторию (1830) по классу контрабаса Мари Пьера Шенье; одновременно изучал контрапункт под руководством Антонина Рейхи.
Некоторое время был первым контрабасом в оркестре Итальянской оперы в Париже, однако вскоре предпочёл занятия церковной музыкой. Занимал должность музыкального руководителя в различных храмах Парижа, в том числе на протяжении почти полутора десятилетий (до 1850 г.) в церкви Сент-Эсташ, а затем в церкви Мадлен. Дитшу принадлежит обширный корпус религиозных сочинений, в том числе Торжественная месса (1838), посвящённая Мейерберу и получившая одобрение Берлиоза, посвящённый памяти Адольфа Адана Реквием (1857), Stabat Mater (1864), а также четырёхголосный мотет Ave Maria (1842) — вольная обработка песни Якоба Аркадельта, переработанная затем для фортепиано Ференцем Листом.
Одновременно с карьерой в области церковной музыки Дитш в 1840 г. по протекции Джоакино Россини был назначен хормейстером Парижской оперы. К этому времени относится работа Дитша над его единственной оперой «Корабль-призрак» (фр. Le Vaisseau fantôme, либретто Б. А. Ревуаля и П. Фуше), поставленной 9 ноября 1842 г. и выдержавшей 11 представлений. Считается, что в основу либретто лёг синопсис, подготовленный Рихардом Вагнером для его «Летучего голландца» и купленный у него директором Оперы Луи Пийе. «Корабль-призрак» Дитша был забыт, однако в 2013 г. Марк Минковский осуществил его запись в комплекте с первой редакцией «Летучего голландца».
В 1860—1863 гг. Дитш занимал должность дирижёра Оперы, осуществив, в частности, парижскую премьеру вагнеровского «Тангейзера» (1861). Поводом для отставки Дитша стал конфликт с Джузеппе Верди в ходе репетиций оперы последнего «Сицилийская вечерня».
С 1853 г. и до конца жизни преподавал гармонию, контрапункт и фугу в Школе Нидермейера; в 1861 г. исполнял обязанности директора школы после смерти Луи Нидермейера.
Кавалер Ордена Почётного Легиона (1856). Имя Дитша носит улица в Дижоне.